# Dipterosaccus indicus
Dipterosaccus indicus is een krabbezakjessoort uit de familie van de Peltogastridae. De wetenschappelijke naam van de soort is voor het eerst geldig gepubliceerd in 1925 door Van Kampen & Boschma.